# 弱虫スクービーの大冒険
『弱虫スクービーの大冒険』（よわむしスクービーのだいぼうけん、原題: Scoob!）は2020年に公開された『スクービー・ドゥー』を原作とするアメリカ合衆国のアニメーション映画である。監督はトニー・セルボーンが務めた。
アメリカでは新型コロナウイルスによる感染拡大を受けて劇場上映を中止し、VODで公開した。日本でも当初は2020年に劇場公開予定だったが、DVDスルーとなった。なお、日本では『スクービー・ドゥー』の原作者とルビー・スピアーズの創立者であるジョー・ルビー（1933年3月30日 - 2020年8月26日）とケン・スピアーズ（1938年3月12日 - 2020年11月6日）の死去後として、2020年12月9日にDVDでレンタルとして開始された。
本作には『チキチキマシン猛レース』に登場するブラック魔王とケンケンがゲスト出演するが本作では海外版の名前になっている。またスクービー以外のキャラは従来や過去の作品と異なる声優が担当している。
その後、続編として『Scoob! Holiday Hunt』（原題）がHBO Maxにて製作される予定だったが、2022年8月に中止となった。

## キャスト
| 役名                                     | 原語版声優                     | 日本声優   |
| ---------------------------------------- | ------------------------------ | ---------- |
| スクービー・ドゥー                       | フランク・ウェルカー           | 楠見尚己   |
| シャギー・ロジャース                     | ウィル・フォーテ               | 鈴木達央   |
| 子供時代のシャギー                       | イアン・アーミテージ           |            |
| ブルーファルコン                         | マーク・ウォールバーグ         | 檜山修之   |
| ディック・ダスタードリー（ブラック魔王） | ジェイソン・アイザックス       | 大塚芳忠   |
| マットリー（ケンケン）                   | ビリー・ウェスト               |            |
| ヴェルマ・ディンクリー                   | ジーナ・ロドリゲス             | 引坂理絵   |
| 子供時代のヴェルマ                       | アリアナ・グリーンブラット     |            |
| フレッド・ジョーンズ                     | ザック・エフロン               | 奥村翔     |
| 子供時代のフレッド                       | ピアース・ガニョン             |            |
| ダフネ・ブレイク                         | アマンダ・サイフリッド         | 依田菜津   |
| 子供時代のダフネ                         | マッケナ・グレイス             |            |
| ディー・ディー・サイクス                 | キアシー・クレモンズ           | 東内マリ子 |
| ダイノマット                             | ケン・チョン                   | 安元洋貴   |
| キャプテン・ケイブマン                   | トレイシー・モーガン           |            |
| サイモン・コーウェル                     | 本人                           |            |
| ゲイリー                                 | ケヴィン・ヘファーナン         |            |
| ジャフィ                                 | クリスティーナ・ヘンドリックス |            |
| ケイシー                                 | アダム・スティキエル           |            |
| ノース                                   | アレックス・カウフマン         |            |
| ジュディ・タカモト                       | マヤ・アースキン               |            |
| ゴースト                                 | トニー・セルボーン             |            |
| リグビー                                 | トニー・セルボーン             |            |